# Хионея жёлтая
Хионея жёлтая, или хионея бурая (лат. Chionea lutescens) — вид двукрылых из семейства болотниц.

## Описание
Небольшие бескрылые комары длиной от 3 до 8 мм похожие на пауков. Окраска тела изменчива от жёлтой до тёмно-коричневой. По срединной линии девятого стернита у самцов имеется гребешок из тонких щетинок. Эдеагус с узкими и короткими отростками.

## Экология
Личинки развиваются в гнилой древесине и других разлагающихся веществах растительного происхождения. Комары встречаются зимой в оттепели на снегу с ноября по март. Оптимальные температуры от +1 до −3 °С.
Вид внесен в красные книги Ленинградской области и Санкт-Петербурга, предлагается к включению в Красную книгу Чувашии.

## Распространение
Встречается в лесной зоне Европы.